# Dhahrania
Dhahrania é um gênero de traça pertencente à família Agonoxenidae.